# Цифровий відбиток пристрою
Цифровий відбиток пристрою (англ. fingerprint — фінгерпринт) або відбиток комп'ютера (браузера) — інформація, зібрана про віддалений пристрій для подальшої ідентифікації. Відбитки можуть бути використані повністю чи частково для ідентифікації, навіть коли cookie вимкнені.
Стандартна інформація про конфігурації браузера вже давно збирається сервісами аналітики, щоб відрізняти реальний трафік від шахрайського. З допомогою скриптових мов став можливим збір більш індивідуальної інформації. Асиміляція такої інформації разом в один рядок дає відбиток комп'ютера. У 2010 році Фонд електронних рубежів виміряв більш ніж 18,1 біта інформаційної ентропії, можливої для фінгерпринта. Однак це дослідження було до винаходу цифрового відбитка з використанням Canvas, який додав ще 5,7 біта.
Останнім часом такі відбитки стали корисними для визначення і запобігання крадіжок особистості та шахрайства з кредитними картами. Фактично, відбиток може бути використаний для передбачення ймовірності шахрайства з боку користувача на його сигнальному профілі.
До початку 2017 року фінгерпринт обмежувався використовуваним браузером, тим самим відбиток легко було змінити, змінивши браузер. У 2017 був опублікований метод міжбраузерного фінгерпринта, дозволяє стежити за користувачем з різних браузерів на одному пристрої.

## Цифровий відбиток фотокамери
Фотокамери, зокрема, встановлені у смартфонах, мають унікальний цифровий відбиток, який дозволяє гарантовано ідентифікувати пристрій. Унікальний персональний ідентифікатор пов’язує кожне зроблене зображення з камери із конкретною камерою та відповідно, смартфоном.

## Сутність
Концепція відбитка пристрою пов'язана з практичною цінністю відбитків пальців людини. В ідеалі всі машини мають різне значення відбитка (розходження) і це значення ніколи не зміниться (стабільність). В такому разі можна було б однозначно визначати кожну машину в мережі без згоди користувача.
На практиці ні відмінність, ні стабільність не можуть бути досягнуті повною мірою. Поліпшення одного з параметрів тягне за собою погіршення іншого.
- Відмінність полягає в тому, що немає двох машин з однаковим образом. З усім тим велика кількість пристроїв, ймовірно, будуть мати однакові налаштування і тим самим мати однакові відбитки. Це особливо актуально для встановлених на заводі операційних систем. Одним із засобів є використання скриптових мов, які будуть збирати більшу кількість параметрів. Однак це спричинить нестабільність системи, бо багато параметрів зміняться з часом.
- Стабільність полягає в тому, що відбиток ніколи не зміниться. Однак за визначенням конфігурація браузера не є гарантією. Наприклад, один зі змінюваних параметрів Cookie відображається як «вкл»/«викл». Дана зміна може змінити і відбиток. Таким чином випливає висновок, що збирати потрібно тільки ті параметри, які з більшою впевненістю не зміняться, що спричинить зменшення використовуваних параметрів для збору інформації.

## Активний і прихований збір
Методи фінгерпринта бувають прихованими і активними.
- Прихований фінгерпринт відбувається прихованим запитом на клієнтську машину. Ці методи ґрунтуються на точній класифікації таких параметрів клієнта, як конфігурацію TCP/IP, цифровий відбиток ОС[en], налаштування IEEE 802.11 (WiFi) і зміщення часу[en].[7]
- Активний фінгерпринт ґрунтується на тому, що клієнт буде дозволяти робити запити. Найбільш поширеним методом є установка виконуваного коду прямо на клієнтську машину. Такий код буде мати доступ до більш прихованих параметрів, таким як MAC-адреса або унікальні серійні номери обладнання. Така інформація корисна для програм у сфері технічних засобів захисту авторських прав.

## Фінгерпринти в моделі OSI
Прихований збір параметрів пристрою нижче рівня браузера може здійснюватися на деяких рівнях моделі OSI. При нормальній роботі різні мережеві протоколи або віщають пакети або заголовки, що дозволяють визначити параметри клієнта. Ось приклади деяких таких протоколів:
- Рівень 7: SMB, FTP, HTTP, Telnet, TLS, DHCP[8]
- Рівень 5: SNMP, NetBIOS
- Рівень 4: TCP (дивись цифровий відбиток стека TCP/IP[en])
- Рівень 3: IPv4, IPv6, ICMP, IEEE 802.11
- Рівень 2: CDP[9]

## Обмеження
Збір відбитків з клієнтів (за допомогою браузера) може бути виконаний за допомогою JavaScript або інших скриптових мов для збору досить великої кількості параметрів. Лише два класи користувачів мережі мають серйозні обмеження для стеження: мобільні пристрої і програмне забезпечення для захисту приватності.
Окремою проблемою залишається можливість користувача мати на одному пристрої кілька браузерів, а тим більше кілька віртуальних хостів. Оскільки у кожної із сутностей може бути свій фінгерпринт, міняти його можна дуже швидко, якщо не використовується нова технологія кроссбраузерного фінгерпринта.

## Критика
Користувачі та їхні адвокатські групи можуть розцінювати фінгерпринт як порушення конфіденційності користувача. Комп'ютерні експерти в області безпеки можуть розцінювати відбиток як уразливість браузера.